# Dicksoniaceae
Dicksoniaceae M.R.Schomb. è una famiglia di piante dell'ordine Cyatheales.

## Descrizione
Le Dicksoniaceae sono felci con una lunga documentazione fossile che risale al periodo Triassico. La maggior parte delle specie sono caratterizzate dai loro steli simili a tronchi, che sono rizomi modificati per la crescita verticale e incorporati in uno spesso mantello di radici avventizie. Le foglie, che sono spesso molto divise, possono essere lunghe diversi metri e sono notevoli per l'assenza di squame e la presenza di peli spesso evidenti, specialmente sul picciolo. I sori hanno una forma circolare o ellittica e si trovano lungo i bordi dei segmenti fogliari, protetti dall'indusio.

## Distribuzione e habitat
Le Dicksoniaceae sono ampiamente distribuite e si ritrovano comunemente nelle foreste tropicali umide in tutto il mondo.

## Tassonomia
La famiglia comprende i seguenti generi:
- Calochlaena (Maxon) M.D.Turner & R.A.White
- Dicksonia L'Hér.
- Lophosoria C.Presl